# Haceby
Haceby är en by i civil parish Newton and Haceby, i distriktet North Kesteven, i grevskapet Lincolnshire, i England. Byn är belägen 11 km från Grantham. Haceby var en civil parish fram till 1931 när blev den en del av Newton and Haceby. Civil parish hade 51 invånare år 1921. Byn nämndes i Domedagsboken (Domesday Book) år 1086, och kallades då Hazebi.